# Władysław Kazimierz Hładowicki
Władysław Kazimierz Hładowicki (Hladowicki)  herbu Prus I – podczaszy lidzki w 1674 roku.
Jako deputat podpisał pacta conventa Jana III Sobieskiego w 1674 roku.